# Luís Homem da Costa Noronha
Luís Homem da Costa Noronha foi um fidalgo cavaleiro da Casa Real, morgado e herdeiro da casa e de seus pais: Heitor Homem da Costa e Dona Luísa de Noronha. Foi baptizado na freguesia da Sé na Cidade de Angra do Heroísmo em 8 de janeiro de 1576, e casado com Dona Isabel da Silva Sampaio, precedendo escritura dotal de 10 de março de 1599.
Filhos de Luís Homem da Costa Noronha e D. Isabel da Silva Sampaio:
1. Pedro Homem da Costa Noronha, que casou a 23 de Maio de 1635, na Sé de Angra do Heroísmo, com D. Luísa de Vasconcelos.
2. João Homem da Costa Noronha, Morreu sem deixar geração.
3. Joana de Noronha, religiosa no Convento da Esperança (Angra do Heroísmo).
4. Maria de Noronha, religiosa no convento da Esperança.
5. Francisca de Noronha, religiosa no convento da Esperança.
6. Luísa de Noronha, religiosa no convento da Esperança.

Esta família teve o seu solar na cidade de Angra do Heroísmo no alto da rua do Galo, no sítio onde actualmente existe o Palacete Silveira e Paulo que foi também do comendador João Jorge da Silveira e Paulo.